# Otto de Northeim
Otto de Northeim (n.c. 1020 – d. 11 ianuarie 1083) a fost duce al Bavariei între anii 1061 și 1070.

## Biografie
Otto făcea parte din puternica și influenta familie a conților de Northeim, din Ducatul de Saxonia, care s-a distins atât în vreme de pace, cât și de război. În 1061 el a primit Ducatul de Bavaria de la împărăteasa-văduvă Agnes de Poitou, fosta soție a împăratului Henric al III-lea și mamă a împăratului minor Henric al IV-lea. Cu toate acestea, anul următor el a conspirat împreună cu arhiepiscopul Anno al II-lea de Köln pentru a-l captura pe Henric al IV-lea la Kaiserswerth (lângă Düsseldorf), cu scopul de a o înlătura de la putere pe mama acestuia. Lovitura a reușit, iar după ce Otto a condus o campanie victorioasă în Ungaria în 1063, el a jucat un rol proeminent în guvernarea Imperiului pe perioada minoratului lui Henric. În 1064 el a fost în Italia pentru a rezolva o schismă papală și s-a implicat activ în a aranja alungarea de la curte a arhiepiscopului Adalbert de Bremen. El a traversat Alpii cu încă alte două ocazii, iar în 1069 a luat parte la două expediții în teritoriile stăpânite pe atunci de venzi.
Otto și-a neglijat propriul ducat de Bavaria, însă și-a extins stăpânirile proprii în sudul regiunii Harz region, fapt care a condus până la urmă la un conflict deschis cu fostul său pupil, Henric al IV-lea. În 1070 el a fost acuzat de către un anume Egeno von Konradsburg de a fi stat în spatele unui complot care urmărea asasinarea regelui și s-a decis ca el să se supună unei încercări de a se lupta cu acuzatorul la Goslar. Otto a bănuit că este vorba de o trădare și a solicit liberă trecere către și dinspre locul de întâlnire. Fiind tratat cu refuz, el a renunțat să se mai prezinte la întâlnire, drept pentru care a fost pus sub interdicție imperială și deposedat de stăpânirea asupra Bavariei, în vreme ce moșiile sale din Saxonia au fost devastate. Otto nu a reușit să obțină niciun sprijin în Bavaria, însă a strâns o armată din rândul saxonilor, cu care a întreprins mai multe campanii devastatoare împotriva lui Henric până în 1071, an în care în cele din urmă s-a supus. În anul următor, Otto a reprimit posesiunile, deși fără titlul ducal.
În vara anului 1073 au izbucnit „Rebeluinile saxone”. Cronicarul Bruno Saxonul în De bello Saxonico îl descrie pe Otto de Northeim ca ținând un discurs înălțător la adunarea saxonilor de la Wormsleben (astăzi Lüttchendorf), după care a preluat comanda trupelor insurgenților. Prin Pacea de la Gerstungen din 2 februarie 1074, Bavaria a fost în mod formal restituită lui Otto, însă ducatul a opus rezistență, iar ca rezultat Welf I a fost menținut de facto ca duce. Otto a mai participat la revolta din 1075 izbucnită ca urmare a demolării castelului Bad Harzburg, după care împăratul Henric al IV-lea l-a iertat din nou și l-a numit administrator al Saxoniei.
După ce papa Grigore al VII-lea l-a excomunicat pe Henric al IV-lea în 1076, Otto a încercat să medieze între împărat și saxoni la Trebur, dar negocierile au eșuat. Ca urmare, Otto a preluat din nou comanda saxonilor. El și-a dat consimțământul pentru alegerea contelui Rudolf de Rheinfelden ca rege al romanilor, care îi promisese restituirea Ducatului de Bavaria. Prin abilitate militară Otto a înfrânt forțele imperiale la Mellrichstadt, Flarchheim și Hohenmolsen.
Otto este descris ca un bărbat nobil, prudent și priceput în arta războiului. Repetatele iertări ale sale din partea lui Henric al IV-lea demonstrează că împăratul nu putea face abstracție de puternica sa personalitate, în vreme ce talentul său militar a fost adeseori demonstrat. El a rămas în dispută militară cu Henric până la moartea sa pe 11 ianuarie 1083. Otto este înmormântat în Capela Nicolai din Northeim.

## Căsătorie și urmași
Otto a fost căsătorit cu Richenza, probabil membră a familiei saxone a Billungilor, văduvă a contelui Herman de Werl, cu care a avut patru fii și trei fiice:
- Henric cel Gras (n. 1055–d. 1101), margraf de Frizia
- Otto al II-lea, conte de Nordheim
- Siegfried al III-lea (n. 1050–d. 1107), conte de Boyneburg
- Kuno (n. 1150/1160–d. 1103), conte de Beichlingen

- Ida, căsătorită cu Thimo de Wettin, mamă a margrafului Conrad de Meissen
- Ethelinda, căsătorită în 1062 cu ducele Welf I de Bavaria, divorțată în 1070; recăsătorită cu contele Herman I de Calvelage în 1070
- Matilda, căsătorită cu contele Conrad al II-lea de Werl-Arnsberg